# میشل استفورد
 میشل استفورد (انگلیسی: Michelle Stafford؛ زادهٔ ۱۴ سپتامبر ۱۹۶۵) یک هنرپیشه اهل ایالات متحده آمریکا است.